# Nōin

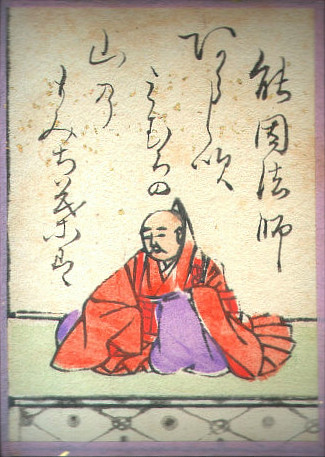
Nōin, dargestellt im Hyakunin Isshu.

Nōin (jap. 能因, ursprünglich auch: 融因; * 988; † nach 1050 vermutlich 1058) war ein japanischer buddhistischer Mönch, der als Poet aus der mittleren Heian-Zeit Berühmtheit erlangte. Sein Sohn Tachibana no Mototō war ebenfalls Dichter.

## Leben
Nōin, dessen wirklicher Name Tachibana no Nagayasu (橘 永愷) lautete, lebte von 988 bis 1050/58. Sein Lehrer war Fujiwara no Nagayoshi. Er war ein Waka-Dichter und wurde von Fujiwara no Norikane (藤原範兼), der von 1107 bis 1165 lebte, zusammen mit Izumi Shikibu zu den Sechsunddreißig Unsterblichen der Dichtkunst des Mittelalters (Chūko Sanjūrokkasen) gezählt.
Seine literarischen Werke sind in den Anthologien Nōin-shū (能因集), in der kaiserlichen Anthologie Gengenshū (玄々集) und in seiner eigenen Utamakura (能因歌枕) gesammelt. Sein Grab befindet sich auf dem Friedhof in Takatsuki in der Präfektur Osaka.
Als Beispiel diene folgendes Gedicht (Gedicht 69), das in der Anthologie Hyakunin Isshu enthalten ist:
| Japanisch                                          | Transkription                                                                  | Übersetzung |
| -------------------------------------------------- | ------------------------------------------------------------------------------ | --- |
| 嵐吹く 三室の山の もみぢ葉は 龍田の川の 錦なりけり | Arashi fuku mimuro no yama no momiji-ba wa tatsuta no kawa no nishiki narikeri | Angetrieben von stürmischen Winden haben sich am Berg Mimuro die Herbstblätter auf dem Fluss Tatsuta treibend zu bunt schimmerndem Brokat verwandelt |